# 當奴·勒夫
當奴·勒夫（英語：Donald Alistair Love，1994年12月2日—）是蘇格蘭的職業足球運動員，司職後衛，現效力英甲球會梳士貝利。

## 外部連結
- 足球数据库：Donald Love的球员统计数据